# Platypalpus rossicus
Platypalpus rossicus är en tvåvingeart som beskrevs av Nikolai Vasilevich Kovalev 1977. Platypalpus rossicus ingår i släktet Platypalpus och familjen puckeldansflugor. Inga underarter finns listade i Catalogue of Life.